# Формула Чаплыгина
Формула Чаплыгина — математическое выражение для вектора подъёмной силы, действующей на обтекаемое цилиндрическое тело, форма которого задана произвольным замкнутым контуром.
Русский академик Сергей Чаплыгин получил это выражение в 1910 году в своей работе «О давлении плоскопараллельного потока на преграждающие тела», где был представлен общий подход к оценке величины силы и её момента, действующих на авиакрыло бесконечного размаха. Несколько позднее эта формула была выведена германским профессором Блазиусом и в зарубежной научной литературе она носит его имя.
В своём законченом виде формула Чаплыгина записывается следующим образом:
{\displaystyle {\overline {P}}=X-iY={\frac {\rho i}{2}}\oint \limits _{C}[\Phi '(z)]^{2}dz},
где {\displaystyle {\overline {P}}} — вектор, сопряжённый с вектором {\displaystyle P} подъёмной силы, действующий на обтекаемый контур {\displaystyle C},
{\displaystyle \Phi (z)=\phi (x,y)+i\psi (x,y)} — комплексный потенциал поля,
{\displaystyle \Phi '(z)} — производная функции {\displaystyle \Phi (z)} в точке {\displaystyle z}.
Если поток вне обтекаемого контура {\displaystyle C} свободен от вихрей и источников, то комплексный потенциал {\displaystyle \Phi (z)} регулярен вне {\displaystyle C} и по теореме Коши в формуле Чаплыгина контур {\displaystyle C} можно заменить любым контуром, охватывающим обтекаемый профиль.